# تسوکومگامی

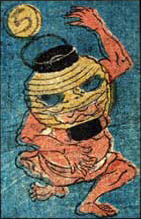
چوچین‌اوباکه، رده‌ای از تسوکومگامی.

تسوکومُگامی (付喪神 ارواح ابزارها (ساختهٔ انسان)) نوعی روح یا دیو در افسانه‌های ژاپنی است. تسوکومگامی از وسایلی درست می‌شود که صد سال عمر کرده باشند. هر چیزی (از شمشیر تا حتی اسباب بازی) ممکن است در صدمین زادروزش زنده و به تسوکومگامی محول شود. ملاحظه شود که تسوکومگامی موجودی زنده است و دارای روح است نه اینکه وسیله‌ای افسون‌شده است .

## وصف
بر اساس ابزار و روش رفتار با آن ابزار و وضعیت آن، شکل تسوکومگامی‌ها به‌صورتی کلی از هم دیگر مختلف است . بعضی انواع تسوکومگامی که مثلاً از فانوس کاغذی یا سرپائی درست می‌شود، ممکن است دارای پارگی یا شکاف باشد که به صورت چشم یا دندان‌های تیز در می‌آید، و نمایش ترسناک داشته باشد. ابزاری دیگر، مثلاً تسبیح یا استکان، می‌تواند تسوکومگامی‌هائی به شکل دوستانه و مهربان در آید.
معمولاً تسوکومگامی بی‌ضرر و شوخ‌طبع است و بیشترین مشکلی که بسازد اینست که وی گاه‌وبیگاه مردم را هدف شوخی‌هایش قرار می‌دهد. اما در موقعیت‌هائی دیگر، اگر معاملهٔ با تسوکومگامی‌ها قبل از زنده شدن بد باشد یا اینکه مالکشان بی‌معنی آنها را دور انداخته باشد، تسوکومگامی‌ها یکدست شده و از مالکشان انتقام می‌گیرند. برای جلوگیری از این انتقام، تا امروز مراسم جینجا، مانند "هاری کویُو" برپا می‌شود، و در این مراسم ابزارهای شکسته و بی‌فایده را تسلیت می‌کنند.
گفته می‌شود که ابزارهای مدرن به تسوکومگامی تغییر نمی‌یابد؛ چرا که گفته می‌شود که می‌توان با الکتریسیته تسوکومگامی‌ها را دفع کرد و راند. اضافه بر آن، ابزارهای مدرن معدودی به مدت صد سال استعمال می‌شود.

## ریشه
با اینکه عموماً پنداشته می‌شود که آنها آفریده‌های اسطوره‌ای کهن هستند، در واقع تقریباً همهٔ تسوکومگامی‌های معروف ساختهٔ هنرمندان عصر ادو هستند. مشهورترین این هنرمندان تری یاما سکیئن است، ولی بسیاری از هنرمندان دیگر هم مخلوقات تسوکومگامی دیگری را اضافه کردند.

## صفحه‌های وابسته
- یوکای
- تری یاما سکیئن